# ديدوش مراد (بلدية)
ديدوش مراد  هي إحدى بلديات ولاية قسنطينة يبلغ عدد سكانها حوالي 37. 432 نسمة وذلك سنة 2001 تبعد عن عاصمة الولاية بحوالي 13 كلم نحو الشمال تقع ضمن الدائرة الإدارية حامة بوزيان.
- الموقع الرسمي: www.apc-didouche-mourad.dz